# Sankt Valentin
Sankt Valentin è un comune austriaco di 9 253 abitanti nel distretto di Amstetten, in Bassa Austria, del quale è il centro più popoloso dopo il capoluogo; ha lo status di città (Stadtgemeinde).

## Storia
Sin dal 1938 la Reichswerke “Hermann Göring.” Steyr-Daimler- Puch AG (SDP) gestiva a Sankt Valentin un impianto di fabbricazione di carri armati, tipo Panzer IV, il Nibelungenwerk, che dal marzo 1942 iniziò ad utilizzare lavoratori schiavi. Il 21 agosto 1944 venne aperto un campo di concentramento, con l'arrivo di circa 500 uomini dei quali 481 ebrei. Il campo rimase operativo sino ad aprile 1945: il 19 aprile 1945 iniziò l'evacuazione verso Ebensee, che si concluse il 23 aprile 1945.